# مقاطعة هايوود (كارولاينا الشمالية)
مقاطعة هايوود (بالإنجليزية: Haywood County)‏ هي إحدى مقاطعات ولاية كارولاينا الشمالية في الولايات المتحدة الأمريكية. مركز المقاطعة أو مقعدها هي مدينة وينزفيل. تأسست هذه المقاطعة سنة 1808.أصل هذه المقاطعة يأتي من: مقاطعة بونكوم.

## أعلام
- وليام جرير
- ألين تورنر ديفيدسون